# Hohenlohe-Kirchberg
Hohenlohe-Kirchberg fu una contea tedesca situata a nord-est del Baden-Württemberg, in Germania, presso Kirchberg. Il distretto di Kirchberg era collocato tra i territori del Brandeburgo-Ansbach a nord-est, della Libera Città di Schwäbisch Hall a sud, e di Langenburg (governata dagli Hohenlohe-Langenburg) ad ovest. Hohenlohe-Kirchberg derivò da una partizione dell'Hohenlohe-Langenburg. Venne elevata da Contea a Principato nel 1764, e passò alla Baviera allo scioglimento del Sacro Romano Impero nel 1806, e venne venduta al Württemberg nel 1810.

## Sovrani di Hohenlohe-Kirchberg

### Conti di Hohenlohe-Kirchberg (1701 - 1764)
- Federico Eberardo (Conte di Hohenlohe-Langenburg) (1701 - 1737)
- Carlo Augusto (1737 - 1764)

### Principi di Hohenlohe-Kirchberg (1764 - 1861)
- Carlo Augusto (1764 - 1767)
- Cristiano Federico Carlo (1767 - 1819) mediatizzato nel 1806
- Giorgio Luigi Maurizio (1819 - 1836)
- Carlo Ludovico (1836 - 1861)

linea estinta